# Estrilda erythronotos
Estrilda erythronotos là một loài chim trong họ Estrildidae.